# NGC 4245
NGC 4245 est une galaxie lenticulaire relativement rapprochée et située dans la constellation de la Chevelure de Bérénice. NGC 4245 a été découverte par l'astronome germano-britannique William Herschel en 1785.

## Caractéristiques
NGC 4245 présente une large raie HI et elle renferme des régions d'hydrogène ionisé.

### Distance
Sa vitesse par rapport au fond diffus cosmologique est de 1 154 ± 20 km/s, ce qui correspond à une distance de Hubble de 17,02 ± 1,23 Mpc (∼55,5 millions d'al).
À ce jour, trois mesures non basées sur le décalage vers le rouge (redshift) donnent une distance de 14,233 ± 3,958 Mpc (∼46,4 millions d'al), ce qui est à l'intérieur des valeurs de la distance de Hubble. Cependant, cette galaxie est relativement rapprochée du Groupe local et les mesures indépendantes sont souvent assez différentes des distances de Hubble pour les galaxies rapprochées en raison de leur mouvement propre dans le groupe où l'amas où elles sont situées. Notons que c'est avec les mesures des valeurs indépendantes, lorsqu'elles existent, que la base de données NASA/IPAC calcule le diamètre d'une galaxie.
NGC 4245 a été utilisée par Gérard de Vaucouleurs comme une galaxie de type morphologique SB(r)0/a dans son atlas des galaxies,.

## Un disque entourant le noyau
Grâce aux observations du télescope spatial Hubble, on a détecté un disque de formation d'étoiles autour du noyau de NGC 4245. La taille de son demi-grand axe est égale à 330 pc (~1075 années-lumière).

## Trou noir supermassif
Selon une étude publiée en 2009 et basée sur la vitesse interne de la galaxie mesurée par le télescope spatial Hubble, la masse du trou noir supermassif au centre de NGC 4245 serait comprise entre 5,6 et 50 millions de {\displaystyle M_{\odot }}.
Selon un article basé sur les mesures de luminosité de la bande K de l'infrarouge proche du bulbe de NGC 4245, on obtient une valeur de 106,9 {\displaystyle M_{\odot }} (7,9 million de masses solaires) pour le trou noir supermassif qui s'y trouve.

## Groupe de NGC 4274  et de NGC 4725
Selon A.M. Garcia, la galaxie NGC 4203 fait partie d'un groupe de galaxies qui compte au moins 19 membres, le groupe de NGC 4274. Les autres membres du New General Catalogue du groupe sont NGC 4020, NGC 4062, NGC 4136, NGC 4173, NGC 4203, NGC 4251, NGC 4274, NGC 4278, NGC 4283, NGC 4310, NGC 4314, NGC 4359, NGC 4414, NGC 4509 et NGC 4525.
D'autre part, sept des galaxies de ce groupe (NGC 4245, NGC 4251, NGC 4274, NGC 4278, NGC 4283, NGC 4310 et NGC 4314) font partie d'une autre groupe décrit dans un article publié en 1998 par Abraham Mahtessian. Il s'agit du groupe de NGC 4725, la galaxie la plus brillante de ce groupe qui compte 16 membres. Certaines galaxies du groupe de NGC 4725 font partie d'autres groupes décrits dans l'article de Garcia. Les frontières entre les groupes ne sont pas clairement établies et elles dépendent des critères de proximité utilisés par les auteurs.